# 主权边界行动
主权边界行动（英語：Operation Sovereign Borders，OSB），也译作“停船”政策，是澳大利亚国防军领导的边界保卫行动，以阻止意图避难者进入澳大利亚。 开始于2013年澳洲聯邦大選获胜上台的阿博特政府。 该行动对“海上非法抵达”实施零容忍态势。 目前，主权边界行动司令官是2018年12月14日上任的Craig Furini少将。